# 광대들: 풍문조작단
"광대들: 풍문조작단"은 2019년에 개봉한 대한민국의 영화이다.

## 캐스팅
- 조진웅 : 덕호 역
- 손현주 : 한명회 역
- 박희순 : 세조 역
- 고창석 : 홍칠 역
- 최원영 : 홍윤성 역
- 김슬기 : 근덕 역
- 윤박 : 진상 역
- 김민석 : 팔풍 역
- 장남열 : 양정 역
- 김희찬 : 세자 역
- 최은선 : 현덕왕후 역
- 백수희 : 도도 역
- 이동희 : 공신 1 역
- 최광덕 : 공신 2 역
- 정미남 : 공신 3 역
- 김영직 : 공신 4 역
- 박재완 : 공신 5 역
- 오무용 : 공신 6 역
- 김영준 : 공신 7 역
- 나호원 : 공신 8 역
- 임정민 : 공신 9 역
- 전정일 : 회맹 소피궁인 역
- 권홍석 : 회맹 정이품송 제관 역
- 심성효 : 상선 역
- 박노식 : 한명회 광대 1 역
- 신현승 : 한명회 광대 2 역
- 김도담 : 한명회 광대 3 역
- 차미경 : 칼 든 여인 역
- 김낙균 : 싱크홀 장수 역
- 김장원 : 한명회 정보원 역
- 유병선 : 새참 농부 1 역
- 김순애 : 새참 농부 2 역
- 오강율 : 새참 농부 3 역
- 엄옥란 : 빨래터 아낙 1 역
- 조지현 : 빨래터 아낙 2 역
- 허성우 : 상원사길 / 오대천 백성 1 역
- 곽최산 : 상원사길 / 오대천 백성 2 역
- 송지민 : 상원사길 / 오대천 백성 3 역
- 조미라 : 상원사길 / 오대천 백성 4 역
- 신치영 : 상원사길 / 오대천 백성 5 역
- 신성일 : 원각사터 아비 역
- 조은주 : 원각사터 아내 역
- 강정혁 : 물레방앗간 보부상 1 역
- 장지용 : 물레방앗간 보부상 2 역
- 박지열 : 물레방앗간 보부상 3 역
- 김광현 : 상원사길 의장병 역
- 문재원 : 한명회 사병 1 역
- 한재웅 : 한명회 사병 2 역
- 최정현 : 한명회 사병 3 역
- 배건하 : 한명회 사병 4 역
- 이창범 : 한명회 사병 5 역
- 이재빈 : 한명회 사병 6 역
- 장한별 : 한명회 사병 7 역
- 이상민 : 한명회 사병 8 역
- 전성원 : 장마당 보따리 장수 역
- 김건 : 말보 조수 역
- 최광제 : 말보 공연 관객 1 역
- 홍근택 : 말보 공연 관객 2 역
- 장재권 : 말보 공연 관객 3 역
- 서동진 : 장기판 선비 1 역
- 이우성 : 장기판 선비 2 역
- 안수호 : 저잣거리 노인 1 역
- 김성용 : 저잣거리 노인 2 역
- 정윤하 : 기생 1 역
- 조은유 : 기생 2 역
- 엄윤아 : 기생 3 역
- 조혜인 : 기생 4 역
- 배경민 : 가야금 기생 역
- 전수연 : 연회장 기생 1 역
- 김수은 : 연회장 기생 2 역
- 김세별 : 연회장 기생 3 역
- 김니나 : 연회장 기생 4 역
- 서재희 : 연회장 기생 5 역
- 채민지 : 연회장 기생 6 역
- 이민정 : 연회장 기생 7 역
- 서하영 : 연회장 기생 8 역
- 김민서 : 화전민터 꼬맹이 역
- 서인성 : 화전민터 우는 아이 역
- 박영복 : 피맛골 꽃비 백성 역
- 서문호 : 교대조 옥졸 1 역
- 김주경 : 보초 옥졸 2 역
- 김기석 : 보초 옥졸 3 역
- 이준구 : 보초 옥졸 4 역
- 박준영 : 보초 옥졸 5 역
- 박성빈 : 보초 옥졸 6 역
- 박상훈 : 원각사터 군관 1 역
- 김시호 : 사관 1 역
- 채종규 : 사관 2 역
- 이운산 : 신무문 관군 1 역
- 곽자형 : 신무문 관군 2 역
- 엄혜수 : 도도 몸종 역
- 정성훈 : 회맹군관 1 역
- 김문수 : 회맹군관 2 역
- 권혁성 : 회맹관군 1 역
- 황윤성 : 회맹관군 2 역
- 김두현 : 회맹관군 3 역
- 홍원의 : 회맹관군 4 역
- 라희정 : 한양 여인 1 역
- 진지수 : 한양 여인 2 역
- 유해밀 : 한양 여인 3 역
- 박귀순 : 회암사 스님 역
- 이종운 : 회암사 선비 1 역
- 윤육 : 회암사 선비 2 역
- 한상호 : 상원사 주지스님 역
- 강수호 : 원각사 법당 스님 1 역
- 안대현 : 원각사 법당 승려 1 역
- 유희제 : 원각사 비질 승려 역
- 김창겸 : 만수산 큰스님 역
- 정한호 : 만수산 스님 1 역
- 조규완 : 만수산 스님 2 역
- 박찬규 : 만수산 스님 3 역
- 김준석 : 만수산 스님 4 역
- 박해용 : 만수산 스님 5 역
- 천용현 : 금강산 가마꾼 1 역
- 조신근 : 금강산 가마꾼 2 역
- 강소백 : 추국장 나장 역
- 유광수 : 도화서 선생님 1 역
- 백준석 : 도화서 선생님 2 역
- 최철민 : 도화서 화원 1 역
- 김재홍 : 도화서 화원 2 역
- 김준모 : 도화서 화원 3 역
- 송수근 : 도화서 화원 4 역
- 최준서 : 도화서 화원 5 역
- 권예은 : 팔퐁 과거 꼬마 역
- 이찬희 : 팔퐁 과거 행인 역
- 천준호 : 홍윤성 회맹관군 1 역
- 정윤성 : 홍윤성 회맹관군 2 역
- 정신영 : 홍윤성 회맹관군 3 역
- 선호삼 : 한명회 회맹관군 1 역
- 이병희 : 한명회 회맹관군 2 역
- 권지훈 : 원각사터 관군 1 역
- 김승찬 : 원각사터 관군 2 역
- 권지훈 : 원각사터 관군 3 / 추격군관 역
- 강현구 : 원각사터 관군 4 / 계유정난 공신 1 역
- 이창준 : 계유정난 공신 2 역
- 서민우 : 대사장수 역
- 김남우 : 활장수 역
- 최춘범 : 불당 어영청 군사 1 역
- 윤성민 : 불당 어영청 군사 2 역
- 채성원 : 불당 어영청 군사 3 역
- 배환 : 전옥서 문지기 역
- 이확광 : 계유정난 군관 역
- 류경미 : 문수동자 역 (목소리)
- 최귀화 : 말보 역 (특별출연)
- 정인기 : 성삼문 역 (특별출연)
- 정아미 : 귀부인 역 (특별출연)
- 이국주 : 중국 의뢰인 역 (특별출연)

## 같이 보기
- 2019년 대한민국의 영화 목록